# Jitpur
Jitpur is een dorpscommissie (Engels: village development committee, afgekort VDC; Nepalees: panchayat) in het oosten van Nepal, gelegen in het district Ilam in de Mechi-zone. Ten tijde van de volkstelling van 2001 had het een inwoneraantal van 6491 personen, verspreid over 1198 huishoudens; in 2011 waren er nog 4718 inwoners, verspreid over 1069 huishoudens.